# II Большого Пса
II Большого Пса (лат. II Canis Majoris) — двойная затменная переменная звезда типа W Большой Медведицы (EW) в созвездии Большого Пса на расстоянии приблизительно 1482 световых лет (около 454 парсеков) от Солнца. Видимая звёздная величина звезды — от +15,74m до +15,22m. Орбитальный период — около 0,2292 суток (5,5008 часов).